# Акакій Чачуа
Акакій Чачуа (груз. აკაკი ჩაჩუა; нар. 16 вересня 1969, Самтредія, Імереті) — грузинський борець греко-римського стилю, срібний та бронзовий призер чемпіонатів Європи, бронзовий призер Олімпійських ігор.

## Біографія
Боротьбою почав займатися з 1980 року. Перший тренер — Реваз Гвензадзе. З 1986 року тренувався під керівництвом Заслуженого тренера Грузії Отара Татішвілі. Виступав за Спортивний клуб армії з Тбілісі.
Найуспішнішим в кар'єрі спортсмена став 2000 рік. Тоді він взяв бронзову нагороду Олімпіади та увійшов до трійки найкращих спортсменів року Грузії.

## Спортивні результати на міжнародних змаганнях

### Виступи на Олімпіадах
| Змагання                    | Збірна | Вагова категорія                 | Місце  |
| --------------------------- | ------ | -------------------------------- | ------ |
| Літні Олімпійські ігри 2000 | Грузія | греко-римська боротьба, до 63 кг | Бронза |
| Літні Олімпійські ігри 2004 | Грузія | греко-римська боротьба, до 60 кг | 9      |

На літніх Олімпійських іграх 2000 року в Сіднеї посів третє місце. На шляху до фіналу з рахунком 7-4 поступився чемпіону цієї Олімпіади Вартересу Самургашеву з Росії, а в сутичці за бронзову нагороду з рахунком 6-2 переміг Беата Моцера зі Швейцарії.
На літніх Олімпійських іграх 2004 року в Афінах посів лише дев'яту сходинку. У першому поєдинку чисто переміг італійця Паоло Фусіле 10-0, а в другому у напруженій боротьбі з рахунком 7-6 поступився Нурлану Койжаганову з Казахстану і вибув зі змагань.

### Виступи на Чемпіонатах світу
| Змагання                        | Збірна | Вагова категорія                 | Місце |
| ------------------------------- | ------ | -------------------------------- | ----- |
| Чемпіонат світу з боротьби 1997 | Грузія | греко-римська боротьба, до 63 кг | 7     |
| Чемпіонат світу з боротьби 1998 | Грузія | греко-римська боротьба, до 63 кг | 9     |
| Чемпіонат світу з боротьби 1999 | Грузія | греко-римська боротьба, до 63 кг | 28    |
| Чемпіонат світу з боротьби 2001 | Грузія | греко-римська боротьба, до 63 кг | 10    |
| Чемпіонат світу з боротьби 2002 | Грузія | греко-римська боротьба, до 60 кг | 5     |
| Чемпіонат світу з боротьби 2003 | Грузія | греко-римська боротьба, до 60 кг | 5     |

### Виступи на Чемпіонатах Європи
| Змагання                         | Збірна | Вагова категорія                 | Місце  |
| -------------------------------- | ------ | -------------------------------- | ------ |
| Чемпіонат Європи з боротьби 1993 | Грузія | греко-римська боротьба, до 62 кг | 6      |
| Чемпіонат Європи з боротьби 1997 | Грузія | греко-римська боротьба, до 63 кг | Бронза |
| Чемпіонат Європи з боротьби 1998 | Грузія | греко-римська боротьба, до 63 кг | 7      |
| Чемпіонат Європи з боротьби 1999 | Грузія | греко-римська боротьба, до 63 кг | Срібло |
| Чемпіонат Європи з боротьби 2001 | Грузія | греко-римська боротьба, до 63 кг | 13     |

### Виступи на Кубках світу
| Кубок світу з боротьби 2003 | Грузія | греко-римська боротьба, до 60 кг | 4 |

### Виступи на інших змаганнях
| Змагання                                                          | Збірна | Вагова категорія                 | Місце  |
| ----------------------------------------------------------------- | ------ | -------------------------------- | ------ |
| Кубок Вантаа з боротьби 1997                                      | Грузія | греко-римська боротьба, до 63 кг | Золото |
| Олімпійський кваліфікаційний турнір з боротьби 2000 (Фаенца)      | Грузія | греко-римська боротьба, до 63 кг | 4      |
| Олімпійський кваліфікаційний турнір з боротьби 2000 (Александрія) | Грузія | греко-римська боротьба, до 63 кг | Срібло |